# Falun-Borlänge SK
Falun-Borlänge SK är en elitförening i längdskidor, med hemvist i Falun och Borlänge. Föreningen hette tidigare Svenska Skidspelens SK. Föreningen har som ambition att vara Sveriges ledande skidklubb

## Åkare säsongen 2020-2021[2]
- Maja Dahlqvist
- Moa Larsson
- Louise Lindström
- Moa Molander Kristiansen
- Moa Ilar
- Max Andersson
- Simon Andersson
- Johan Bjernhed Nordahl
- Anton Enberg
- Johannes Engdahl
- Jonatan Engdahl
- Petter Engdahl
- Hugo Jacobsson
- Leo Johansson
- Simon Lagesson
- Adam Larsson
- Jonathan Nahlén
- Jesper Nyström
- Gilberto Panisi
- Oskar Svensson